# 75
 For alternative betydninger, se 75 (flertydig). (Se også artikler, som begynder med 75)
| 75                 |
| ------------------ |
| Dødsfald - Fødsler |
|                    |

| Gregoriansk kalender | 75 LXXV                 |
| Ab urbe condita      | 828                     |
| Armensk kalender     | I/T                     |
| Kinesiske kalender   | 2771 – 2772 甲戌 – 乙亥 |
| Etiopisk kalender    | 67 – 68                 |
| Jødisk kalender      | 3835 – 3836             |
| Hindukalendere       |                         |
| - Vikram Samvat      | 130 – 131               |
| - Shaka Samvat       | N/A                     |
| - Kali Yuga          | 3176 – 3177             |
| Iransk kalender      | 547 BP – 546 BP         |
| Islamisk kalender    | 564 BH – 563 BH         |

Se også 75 (tal)